# برلکی
برلکی (به لهستانی:  Brelki) یک روستا در لهستان است که در گمینا دروبین واقع شده‌است.